# Choi Dong-hun
Choi Dong-hun (* 1971 in Jeonju) ist ein südkoreanischer Filmregisseur, Drehbuchautor und Schauspieler. Er gilt als Spezialist für anspruchsvolle Gangsterfilme.
Er wurde an der koreanischen Filmakademie ausgebildet und machte 2000 erste Erfahrungen als Regieassistent im Film Tears von Im Sang-soo. 2003 spielte er beim gleichen Regisseur in A Good Lawyer’s Wife als Schauspieler mit.
Sein Regiedebüt The Big Swindle erzählt 2004 aus der Retrospektive einen Banküberfall auf die Nationalbank von Korea, bei dem die Gangster gegeneinander gearbeitet haben und so einiges schiefgelaufen ist. Die Geschehnisse werden puzzleartig enthüllt.
War of Flower/Tazza: TheHigh Rollers ist ein Thriller aus dem Jahr 2006, in dem ein begnadeter Hwatu-Kartenspieler um seine Ersparnisse betrogen wird und alles daran setzt, sein Geld zurückzugewinnen. Zunächst aber erlernt er alle Kniffe des Spiels bei einem mysteriösen Ex-Meisterspieler, einem so genannten „Tazza“ Mr. Pyeong (Baek Yoon-sik). Alles spitzt sich zu zum finalen Hwatu Turnier. Der Film hatte über sechs Millionen Zuschauer und war nach The Host der zweiterfolgreichste des Jahres in Südkorea.

## Filmografie (Regie)
- 2004: The Big Swindle (Beomjweui jaeguseong)
- 2006: The War of Flower (Tajja/Tazza: High Rollers)
- 2009: War of the Wizards (전우치; Jeon Woo-chi)
- 2012: The Thieves (도둑들)
- 2015: Assassination (암살 Amsal)
- 2022: Alienoid (외계+인 1부 Oegye+In 1bu)
- 2024: Alienoid: Return to the Future 외계+인 2부 Oegye+In 2bu

## Auszeichnungen
Blue Dragon Film Awards
- 2004: Auszeichnung in der Kategorie Bestes Drehbuch
- 2004: Auszeichnung in der Kategorie Bester neuer Regisseur
- 2006: Nominierung in der Kategorie Bester Regisseur
- 2012: Nominierung in der Kategorie Bester Regisseur
- 2012: Nominierung in der Kategorie Bestes Drehbuch
- 2015: Nominierung in der Kategorie Bester Regisseur
- 2015: Nominierung in der Kategorie Bestes Drehbuch

Daejong-Filmpreis
- 2004: Auszeichnung in der Kategorie Bestes Drehbuch
- 2004: Auszeichnung in der Kategorie Bester neuer Regisseur
- 2007: Nominierung in der Kategorie Bester Regisseur
- 2012: Nominierung in der Kategorie Bester Regisseur
- 2015: Nominierung in der Kategorie Bester Regisseur
- 2015: Nominierung in der Kategorie Bestes Drehbuch